# Ligorio (famiglia)
Meglio nota come de' Liguoro, de' Liguori, oppure semplicemente Liguori è una famiglia del Regno di Sicilia e dopo il vespro siciliano del Regno di Napoli, i rami nobili erano aggregati al Seggio di Portanova di Napoli. La famiglia trae origine da Marcus Ligorio console di Napoli. La traslazione del cognome da Ligorio a de' Liguoro è avvenuta in area partenopea nel corso del XVII secolo.

## Araldica
- D'azzurro e d'oro al leone troncato d'argento.
- D'oro al leone rosso addestrante un olivo al naturale.
- Di rosso al leone d'oro tenente una scure d'argento.

## Membri

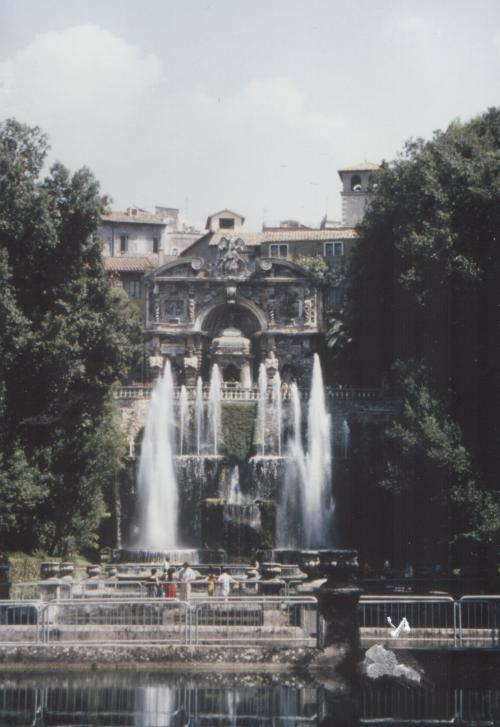
Villa d'Este a Tivoli capolavoro di Pirro Ligorio

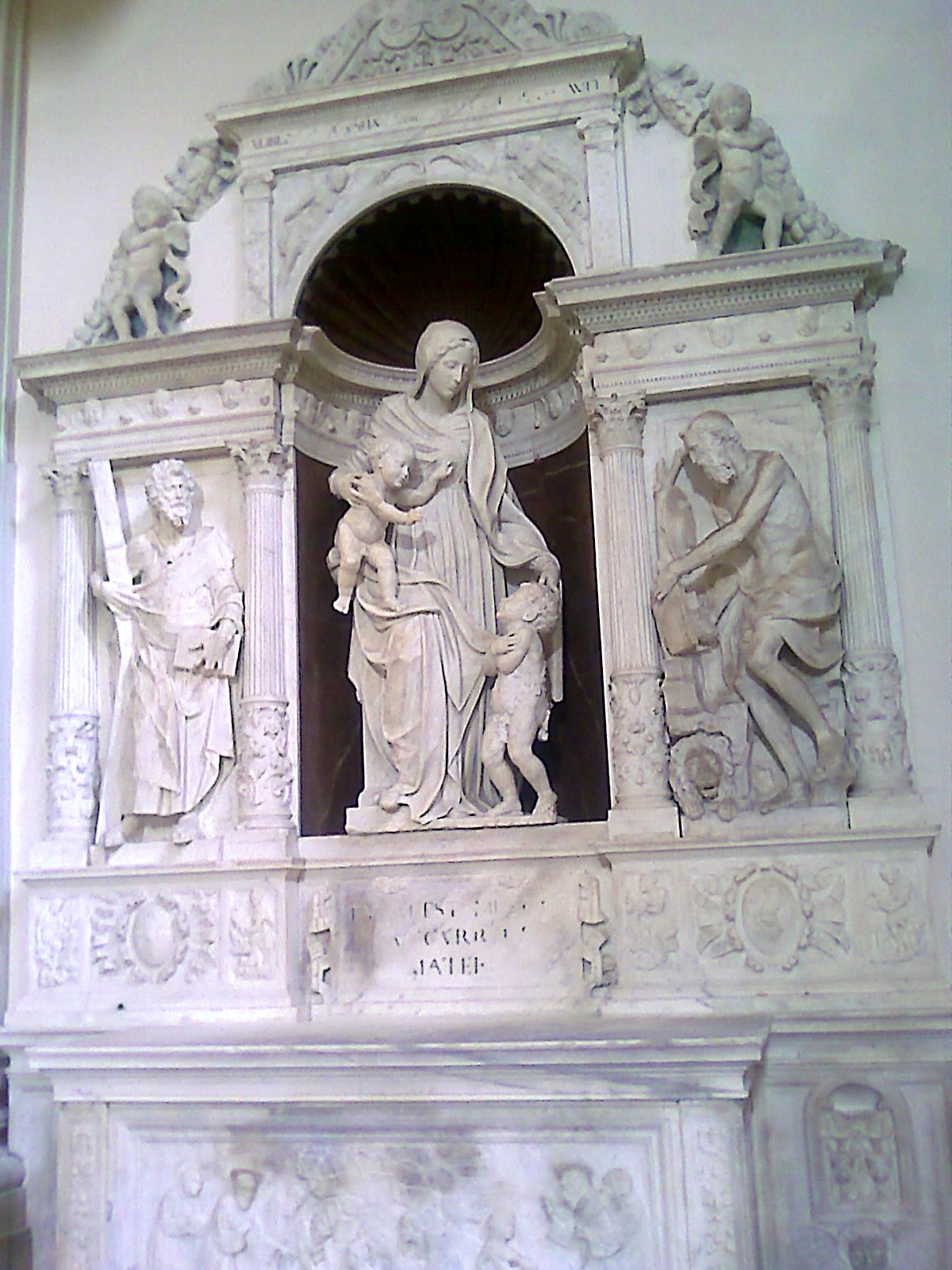
Altare Ligorio Chiesa di Sant'Anna dei Lombardi in Monteoliveto

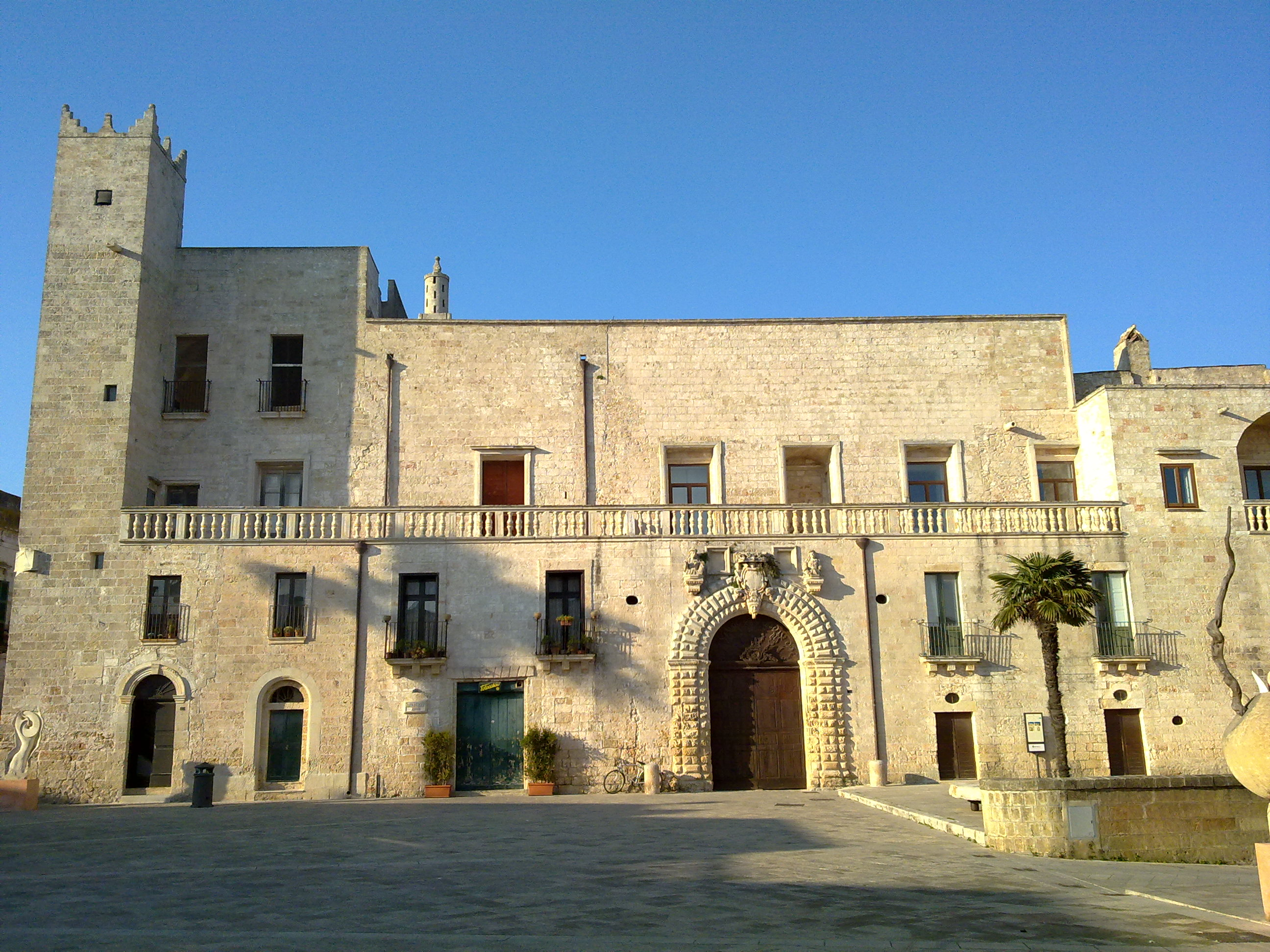
Castello di Specchia

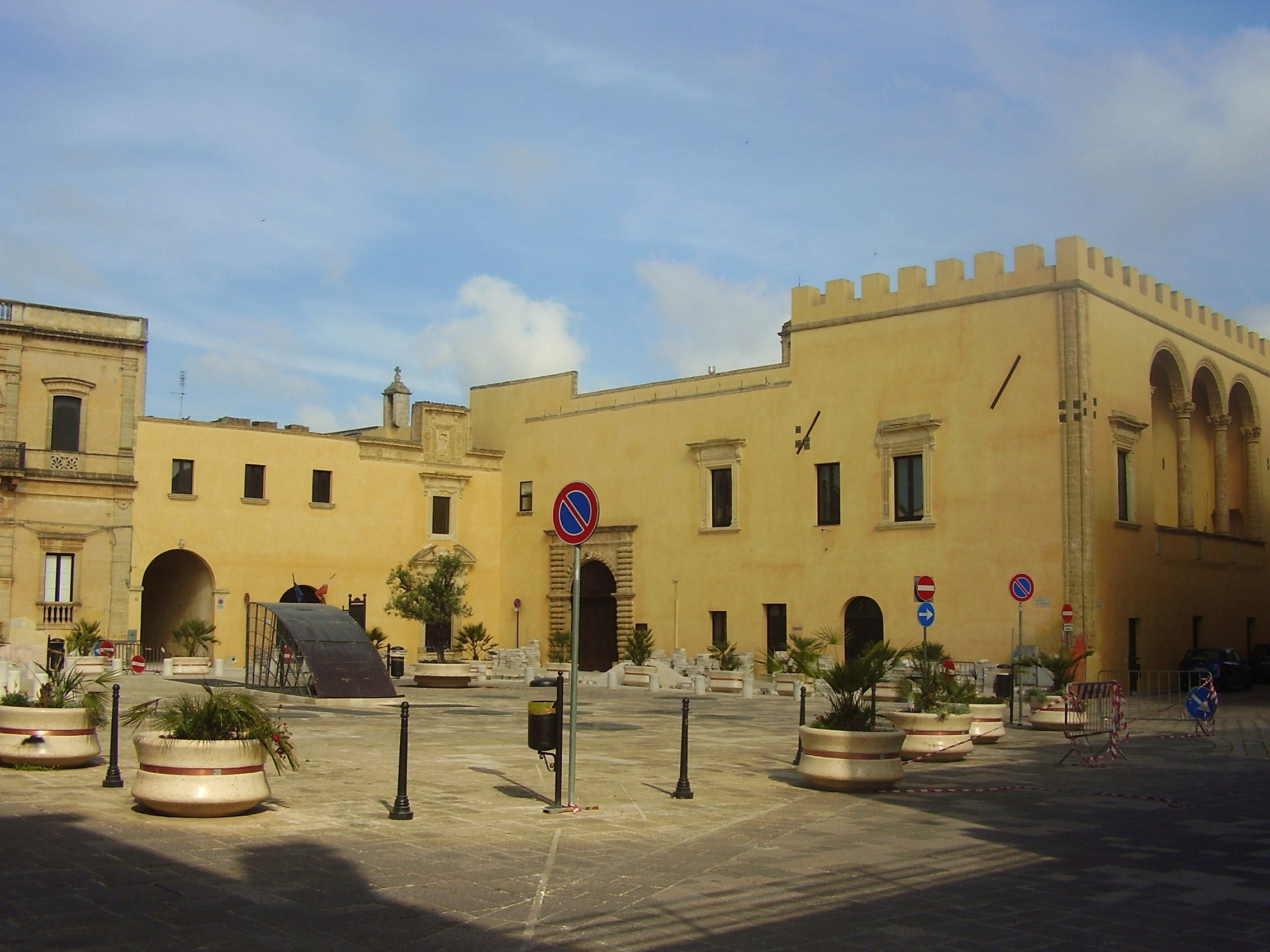
Palazzo ducale di Presicce

- Ligorio, Topoteretes di Trani, represse una rivolta a Trani nel 1017[4]
- Urso de Ligorio[5]
- Bernardo de Ligorio[6]
- Marco Ligorio, console di Napoli nel 1190
- Giovanni Ligorio, (1210), diacono di Ostuni e proprietario terriero[7]
- Ligorio Caracciolo, (1257), Conte di Montemarano
- fr. Ligorius domenicano 1270[8]
- Crescenzio e Florimondo de' Ligorio armati cavalieri da Carlo I Re di Sicilia nel 1273
- Filippo Ligorio partecipò alla guerra civile del Regno di Napoli, sconfitto nel 1340, venne relegato ad Isernia[9]
- Filippo Ligorio (1380) vescovo della Diocesi di San Marco Argentano-Scalea
- Filippo Liguoro, (1419), intestatario delle commende di Maruggio e Brindisi
- Francesco Liguoro, Signore di Canne nel 1430
- Pietro Liguoro, Signore di Ruscigna nel 1440
- Carluccio de' Ligorio, (1459), consigliere di Re Ferdinando I di Napoli, razionante della Gran Corte e della Regia Zecca[10]
- Girolamo Ligorio, di Noto, (1500), regio cavaliere[11]
- Pirro Ligorio, (1513), vicino alle famiglie Borgia e d'Este è stato scrittore[12], archeologo[13], storico[14], pittore, scultore, architetto ed antiquario.
- Giuseppe de Ligorio, (1526) notaio a Napoli[15]
- Nicola Antonio Ligorio, (1571) notaio a Caserta[16]
- Antonio de' Liguoro, Patrizio Napoletano, Cavaliere dell'Ordine di Malta dall'8-6-1574
- Muzio de' Liguori, Patrizio Napoletano, Cavaliere dell'Ordine di Malta dal 25-6-1574
- Don Gil Ruiz de' Lihori, (1579), vescovo di Segorbe
- Antonio de Ligorio, (1595) nobile del seggio di Portanova di Napoli[17]
- Fabrizio Ligorio, Cavaliere dell'Ordine di Malta dal 1608
- Alfonso de Ligorio, (1615) nobile del sedile di Portanova di Napoli.
- Stefano Ligorio, (1640) Abate e canonico a Ceglie Messapica[18]
- Antonio Ligorio, (1654), Notaio a Ceglie Messapica[19]
- Domenico Maria de' Liguori (17 dicembre 1717 - 1730) vescovo di Lucera
- Antonio Ligorio, (1725), primo ufficiale della Segreteria di Giustizia dall'ottobre del 1735[20]
- Nicola Ligorio (1726) Duca di Pozzomauro
- Ottavio Ligorio, (1740), scrittore e storico[21]
- Raimondo de Liguoro (1770), principe di Pollica, conte di Celso, ministro delle finanze di re Ferdinando II delle Due Sicilie
- Don Alfonso de' Liguorio, (1793) Principe di Presicce dal 1764, 8º Duca di Pozzomauro dal 1767
- Nicola de' Liguoro, principe di Presicce, nel 1776
- Sant'Alfonso Maria de' Liguori, (1777), vescovo di Sant'Agata dei Goti, fondatore dell'ordine dei liguorini noto anche come Congregazione del Santissimo Redentore[22]
- suor Maria Teresa Ligorio O.S.B., (1780), nipote di Sant'Alfonso[23]
- suor Antonia de' Liguoro O.S.B. (1778), suora del Monastero di S. Marcellino Napoli
- Antonio de liguori O.S.B. (1739), Patrizio Napoletano, monaco benedettino ribattezzato fra' Benedetto nella Congregazione Cassinese e in seguito Maestro dei novizi
- Francesco Ligorio, (1780) presbitero e letterato di Ceglie Messapica[24]
- Donato de' Liguori, 1811, vescovo di Venafro.
- Achille de Liguoro, Bari (1820), Maggiore dell'esercito borbonico.[25]
- Francesco Maria, Principe di Presicce, Signore di Spiggiano, Celle, Petruscella, Canne, Ruscigna, Surbo, Specchia, Acquatica e Lombardello, Patrizio Napoletano; Cavaliere di Giustizia dell'Ordine costantiniano di San Giorgio, Cavaliere Ufficiale dell'Ordine della Corona d'Italia, Cavaliere Gran Ufficiale dell'Ordine al merito della Repubblica italiana, Presidente onorario di sezione della Corte dei Conti e Deputato del Tesoro di San Gennaro
- Carmela de Liguori, (1865), Principessa di Pollica e Contessa di Celso dal 1846
- Giuseppe De Liguoro, (1880), conte di Presicce regista
- Eugenio De Liguoro,(1895), conte di Presicce regista
- Ugo de Liguori, (1906), Patrizio Napoletano e Nobile di Messina; Cavaliere dell'ordine militare d'Italia
- Salvatore Ligorio, arcivescovo cattolico italiano

## Rami
Erano membri dei sedili di numerose città e comuni del Regno delle Due Sicilie.
- de' Liguoro (o de' Liguori) di Napoli.[26]. A gli inizi del XVIII secolo, un ramo acquistò il principato di Presicce e ducato di Pozzomauro (che, nel XIX secolo, passò ai Paternò), mentre un altro ramo acquistò la contea di Specchia in Terra d'Otranto.
- Ligorio di Ferrara. Pirro Ligorio dopo aver acquisito la cittadinanza romana si trasferì a Ferrara alla corte della famiglia Este come antiquario e consigliere.
- Lihori di Sicilia aggregati ai seggi di Messina e di Palermo dal XV secolo.[27]

## Edifici storici
- Altare Ligorio nella Chiesa di Sant'Anna dei Lombardi in Monteoliveto a Napoli opera dallo scultore Giovanni da Nola nel 1532
- Casa Natale di Sant'Alfonso in piazza Sant'Alfonso a Napoli, retta dai Padri Redentoristi, è frequentata dai devoti del Santo. L'edificio che conserva elementi del XV secolo, risale al XVII secolo. Accanto alla casa è sita la chiesa dedicata al Santo, realizzata intorno al 1312
- Castello di Presicce costruito su un forte preesistente, dall'aspetto sobrio e austero domina la piazza e via castello comprende giardini pensili e una cappella. Oggi è sede del Museo civico della Civiltà Contadina.
- Castello di Specchia costruito nel XVI secolo arricchito di elementi aggiuntivi nel XVII secolo e nel XVIII secolo, è dotato di due torri merlate e quadrate poste agli angoli della costruzione quadrangolare.
- Castello di Mistretta edificato su un monte come fortezza a guardia della città. Distrutto da una frana nel lato orientale e ricostruito dai saraceni nel 1030. È circondato da tre cerchia di mura e dotato di quattro torri merlate. Rocca del sistema difensivo dei Normanni e successivamente possedimento dei Lihori nel XV secolo.
- Palazzo De Liguoro in via Oronzo Costa a Napoli.
- Palazzo De Liguoro di Presicce sito a Napoli in via Arena alla Sanità, venne costruito nel XVI secolo dal ramo dei principi di Presicce (tuttora i discendenti lo detengono e lo abitano ancora in parte), purtroppo lo splendido giardino che originariamente circondava il palazzo è andato irrimediabilmente perduto.
- Palazzo De Liguoro-Santoro sito a Napoli nella Salita di Capodimonte, venne costruito nel XVIII secolo e si caratterizza per la scala spiraleggiante scavata interamente nel tufo.
- Palazzo Liguori, sito a Torre del Greco in via Salvatore Noto.
- Villa De Liguoro, sita ad Ercolano.